# Tipula (Tipula) lobeliae
Tipula (Tipula) lobeliae is een tweevleugelige uit de familie langpootmuggen (Tipulidae). De soort komt voor in het Afrotropisch gebied.